# السوالم الطريفية (حد السوالم)
السوالم الطريفية هي إحدى مشيخات المملكة المغربية، تتبع جغرافيا لإقليم برشيد وإداريًا لحد السوالم. يقدر عدد سكانها بـ 10069 نسمة حسب الإحصاء الرسمي للسكان والسكنى لسنة 2004.